# Campionat del Món de Trial indoor 2009
|  | Per al campionat del món a l'aire lliure d'aquell any, vegeu Campionat del Món de Trial 2009 |

La temporada de 2009 del Campionat del Món de Trial indoor fou la 17a edició d'aquest campionat, organitzat per la FIM. El calendari oficial constava de 7 proves puntuables, celebrades entre el 3 de gener i el 14 de març. Una de les proves destacades va ser el Trial Indoor de Barcelona, disputat el 8 de febrer.
Toni Bou va guanyar el tercer dels seus 19 campionats mundials indoor (a data de 2025). Una vegada més, aquell any totes les proves puntuables les van guanyar catalans i, a més, els tres primers classificats del campionat i cinc dels deus primers eren també catalans. El segon i tercer classificats, Albert Cabestany i Adam Raga, van empatar a punts i el resultat final es va decidir pel nombre de victòries, favorable a Cabestany per 1-0.

## Sistema de puntuació
L'any 2009 entrà en vigor un nou sistema de puntuació en què obtenien punts els 7 primers classificats de cada prova (en comptes dels 8 primers com fins aleshores), repartits d'acord amb el següent barem:
| Posició | 1 | 2 | 3 | 4 | 5 | 6 | 7 |
| Punts   | 8 | 6 | 5 | 4 | 3 | 2 | 1 |

## Calendari
| Ronda | Data         | Prova         | Lloc      | Guanyador        |
| ----- | ------------ | ------------- | --------- | ---------------- |
| 1     | 3 de gener   | Gran Bretanya | Sheffield | Toni Bou         |
| 2     | 24 de gener  | França        | Marsella  | Albert Cabestany |
| 3     | 8 de febrer  | Espanya       | Barcelona | Toni Bou         |
| 4     | 26 de febrer | Itàlia        | Bolzano   | Toni Bou         |
| 5     | 6 de març    | França        | Lo Canet  | Cancel·lada      |
| 6     | 7 de març    | Itàlia        | Milà      | Cancel·lada      |
| 7     | 14 de març   | Espanya       | Madrid    | Toni Bou         |

## Classificació final
| Posició | Pilot             | Motocicleta | Punts |
| ------- | ----------------- | ----------- | ----- |
| 1       | Toni Bou          | Montesa HRC | 38    |
| 2       | Albert Cabestany  | Sherco      | 25    |
| 3       | Adam Raga         | Gas Gas     | 25    |
| 4       | Takahisa Fujinami | Montesa HRC | 22    |
| 5       | Jeroni Fajardo    | Beta        | 18    |
| 6       | Michael Brown     | Sherco      | 8     |
| 7       | Dougie Lampkin    | Beta        | 4     |
| 8       | Dani Oliveras     | Gas Gas     | 2     |
| 9       | Alfredo Gómez     | Montesa     | 1     |
| 10      | Matteo Grattarola | Sherco      | 1     |